# Nowy Dwór Gdański
Nowy Dwór Gdański là một thị trấn thuộc huyện Nowodworski, tỉnh Pomorskie ở bắc Ba Lan. Thị trấn có diện tích 5 km². Đến ngày 1 tháng 1 năm 2011, dân số của thị trấn là 9904 người và mật độ 1953 người/km².